# Robert Schörgenhofer
Robert Schörgenhofer (Dornbirn, 21 febbraio 1973) è un arbitro di calcio austriaco, internazionale dal 2007 al 2019.

## Carriera
Arbitro dal 1991, approda nella seconda serie austriaca nel 2000 e successivamente in massima serie nel settembre del 2004, dove ha finora diretto oltre 75 partite. Tre anni dopo, nel gennaio del 2007, è nominato internazionale.
Nei primi anni da internazionale riceve designazioni per turni preliminari di Intertoto e Coppa UEFA, nonché gare di qualificazione tra nazionali giovanili, quali ad esempio l'Under-19 e l'Under-21.
Il 10 settembre 2008 fa il suo esordio da internazionale in una sfida tra Nazionali maggiori, dirigendo Albania-Malta, terminata 3-0 e valida per le qualificazioni ai mondiali del 2010.
Nell'edizione 2009-2010 dell'Europa League ha diretto cinque partite, tra cui tre della fase a gironi.
Nel novembre 2010 fa il suo esordio nella fase a gironi della UEFA Champions League, dirigendo un match tra Chelsea e Žilina.
Nell'estate del 2011 è tra i fischietti designati dall'UEFA per dirigere ai campionati europei di calcio Under 21 in Danimarca, in questa occasione dirige due partite della fase a gironi e una semifinale. Successivamente, è selezionato dalla FIFA in vista del Campionato mondiale di calcio Under-20 in programma in Colombia.

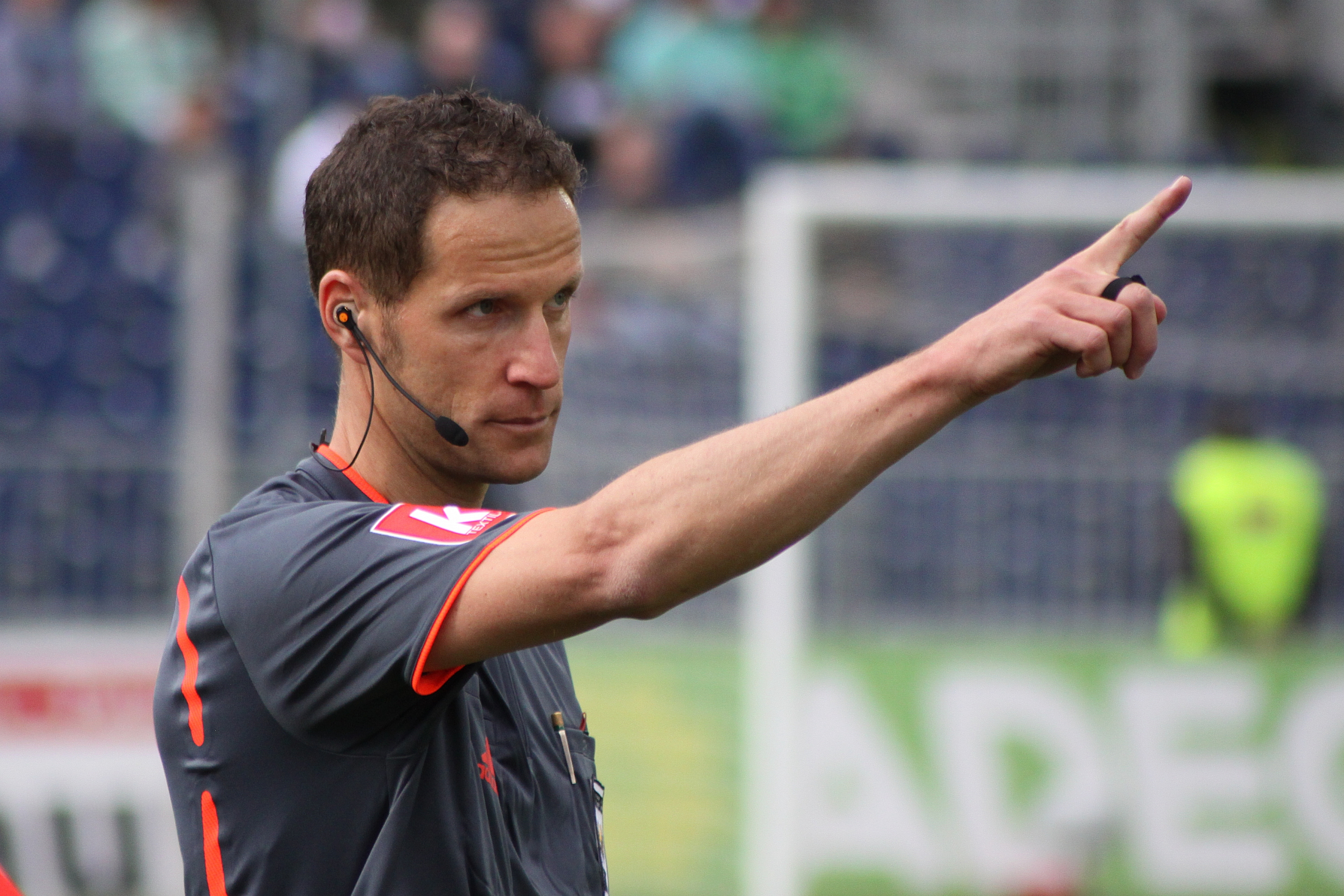
Robert Schörgenhofer in azione